# 金枓奉
金 枓奉（きん とうぼう、キム・ドゥボン、朝鮮語: 김두봉、1889年2月16日 - 1958年?）は、朝鮮の独立運動家、政治家、ハングル学者。号は白淵（ペギョン、백연）。
日本統治時代は中国で朝鮮独立運動に従事し、朝鮮解放後は北朝鮮に渡り、北朝鮮労働党委員長や金日成総合大学初代総長を務めた。1948年9月9日に朝鮮民主主義人民共和国が建国されると、初代最高人民会議常任委員会委員長に選出され、同国の国家元首を務めた。その後、同国の最高指導者である金日成と対立し、1958年に粛清されたと推定される。

## 経歴

### 抗日活動
李氏朝鮮時代に慶尚南道東萊郡で生まれる。著名な朝鮮語学者・周時経の下で学び、辞典の編纂にも参加した。
1919年の三・一独立運動に金枓奉は参加するが、日本によって運動が弾圧されると、金枓奉は上海に亡命し、同所において組織された大韓民国臨時政府の委員となり、中国を拠点に朝鮮独立運動を推進していく。また、李東輝などを通して共産党に入党し、社会主義系の独立運動家となった。1920年、朝鮮共産党（上海派）に入党。
1935年、義理の甥で義烈団団長として日本に抵抗した経歴がある金元鳳と共に朝鮮民族革命党を結成。1938年、朝鮮義勇隊の結成に参加。1942年4月30日、朝鮮義勇隊と共に中国共産党の本拠地延安に到着し、彭徳懐が出迎えた。金枓奉は政治活動の経歴が古く、人望があり、民族主義的カラーを持っていたため、中国共産党が取り組んだ国際統一戦線工作の理想的な対象であった。同年7月に朝鮮独立同盟を結成、委員長に就任した。中国共産党からは「朝鮮の革命指導者」「朝鮮革命の大先輩」と称賛されたが、中国共産党には加入しなかった。これは中国共産党にとって、党内に引き入れるよりも党外に留まらせた方がより大きな影響力を行使できる狙いがあったとされる。

### 北朝鮮建国前後の政治活動
1945年8月15日、第二次世界大戦に日本が敗れて朝鮮が解放されると、12月13日に金枓奉は帰国して平壌へ赴いた。1946年2月8日、初の中央行政機関である北朝鮮臨時人民委員会が樹立されると、ソ連から帰国した金日成が委員長に、金枓奉が副委員長に就任した。同年2月16日、延安で行動を共にした共産主義運動家とともに朝鮮新民党を結成。同年8月28日に朝鮮共産党北部朝鮮分局と朝鮮新民党が合併して北朝鮮労働党が成立すると、金枓奉は党中央委員会委員長に選出された。しかし党の実権は、副委員長の金日成（旧朝鮮共産党北部朝鮮分局責任書記）が掌握した。
1948年4月の南北協商会談では金日成とともに北側代表として参加し、南側代表の金九、金奎植と会談した。同年、9月8日、第1期最高人民会議が招集され、金枓奉は最高人民会議常任委員長に選出された。翌日、朝鮮民主主義人民共和国の建国が宣言されると、金枓奉は憲法の規定により、最高人民会議常任委員長として同国の国家元首となった。ただし、最高人民会議常任委員長が果たす国家元首としての権能は儀礼的なものが中心であり、首相である金日成が国政の最高責任者として実権を掌握した。1949年6月30日、北朝鮮労働党が朴憲永率いる南朝鮮労働党を吸収し、朝鮮民主主義人民共和国の指導政党である朝鮮労働党に改組されると、金日成が党中央委員会委員長となり、金枓奉は党副委員長となった。

### 金日成との対立、そして粛清
1950年から始まった朝鮮戦争では、開戦の是非をめぐって金日成と対立した。開戦を強行しようとする金日成に対して、金枓奉は開戦に反対だったのである。
一方で、朝鮮人民軍第6師団第13連隊政治保衛部責任将校だった崔泰煥の証言では、金枓奉は開戦直前の6月23日に第6師団幹部を前にして時局演説を行い、その最後に「ソウルは朝鮮半島の心臓部である。心臓を掌握すれば全身を掌握することができる。したがって我々がソウルを掌握すれば朝鮮半島全体を掌握したも同然である。我々は一週間でソウルを掌握して南朝鮮国会を召集し、新大統領を選出して南北統一を成し遂げる」と述べたという。
その後、独裁体制を確立しようとする金日成に集団指導体制を要求するなど、金枓奉は金日成への批判を強めていった。金枓奉ら延安派と金日成ら満州派の対立は深刻化していき、結局、1957年9月20日に金枓奉は最高人民会議常任委員長を解任され、崔庸健が後任の最高人民会議常任委員長となった。そして翌年3月の第1回党代表者会議において、金枓奉を中心とする延安派は粛清された。金枓奉は党を除名された上、この年のうちに処刑されたと見られる。

## 朝鮮語研究者として
朝鮮語文研究所と科学院において、朝鮮語新綴字法（1948年）と朝鮮語綴字法（1954年）の編集を主導し、朝鮮語研究に貢献する業績も残した。

## 人物
- 1948年12月25日にソ連軍が朝鮮から撤退する直前、朝鮮を担当していたレベジェフはモスクワに、43人の朝鮮指導者に対する調査報告書を提出した。この中で金枓奉は「学者、革命家として朝鮮人民に広く知られ、高い人望を持つ」となっていた[7]。
- 延安派のリーダー格の存在だが、特に政治的野望は無く、人と争うのが嫌いで、世渡りが慎重な人物であった[8]。
- 毛沢東とソ連の幹部ミコヤンは「人格者」「学問がある」「政治的にしっかりしている」と評価した[8]。
- 独立運動家、初代韓国国会議員の金若水は再従弟。義烈団団長を務めた金元鳳は、従姪（従姉の娘）の朴次貞の夫[9]。